# Estación Retiro (Chile)
Retiro es una estación que se ubica en la comuna chilena de Retiro en la Región del Maule. Actualmente no posee servicios de pasajeros.

## Historia
Fue construida junto con la unión de la vía del FC Talcahuano - Chillán y Angol con el FC Santiago - Curicó, en 1874. Luego pasó a formar parte de la Red Sur de Ferrocarriles del Estado. Se ubica en el kilómetro 328,2 de la línea Troncal Sur. Hasta 1913 tuvo el nombre de Membrillo, cambiando su nombre a Retiro mediante decreto del 14 de abril de dicho año.
No contempla detención pero posee una oficina de tráfico de EFE para el control de trenes de carga y de pasajeros, de estos últimos el servicio EFE Chillán corresponde al mayor flujo.

## Infraestructura
Su recinto estación posee un amplio patio de rieles, y una bodega anexa ubicada a un costado de la estación, cabe destacar que desde aquí sale un desvío hacia la industria arrocera Tucapel, que se encuentra en la salida sur del pueblo. Hacia 2022 el edificio de madera de la estación y la cabina de señalización se encontraban abandonadas y en malas condiciones de mantención.